# 博讷伊马图尔
博讷伊马图尔（法語：Bonneuil-Matours，法語發音：[bɔnœj matuʁ]）是法国新阿基坦大区维埃纳省的一个市镇，位于该省北部，属于沙泰勒罗区。

## 地理
博讷伊马图尔（46°40'54"N, 0°34'13"E）面积42.8 平方千米，位于法国新阿基坦大区维埃纳省，该省份为法国中西部省份，北起曼恩-卢瓦尔省和安德尔-卢瓦尔省，西接德塞夫勒省，南至夏朗德省，东南接上维埃纳省，东临安德尔省。
与博讷伊马图尔接壤的市镇（或旧市镇、城区）包括：阿尔希尼、贝勒丰、拉沙佩勒穆利耶尔、迪赛、蒙图瓦龙、圣乔治莱巴亚若、维埃纳河畔武讷伊、博蒙-圣西尔。

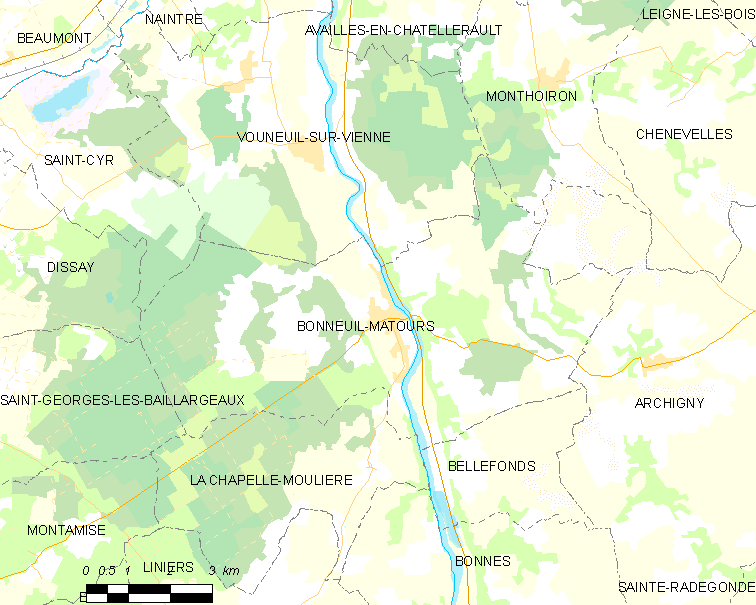
博讷伊马图尔的OSM定位图

博讷伊马图尔的时区为UTC+01:00、UTC+02:00（夏令时）。

## 行政
博讷伊马图尔的邮政编码为86210，INSEE市镇编码为86032。

## 政治
博讷伊马图尔所属的省级选区为绍维尼县。

## 人口

1962-2008年间博讷伊马图尔人口变化图示

博讷伊马图尔于2022年1月1日时的人口数量为2096人。